# Harodi dynasti
Harodi dynastiet (italiensk: Arodingi eller Arodi) var en fremtrædende langobardisk adelsfamilie som regerede Italien i midten af det 7. århundrede (636–653), men blev udslukt efter kun to konger.
Harodifamilien startede ud i det små som ejer af en enkel lille fara i nærheden af Brescia. Da blev Rothari søn af Nanding hertug af Brescia, og senere i 636 opnåede han øjeblikkelig legitimitet ved at gifte sig med Gundeperga, kong Arioalds enke og datter af Authari og Theodelinda. En del af Gundeperga medgift, var en forbindelse til de gamle og ærværdige 
Leting- og Agilolfinger-familier.
Den forrige konges uventede død havde pludseligt efterladt langobarderne uden konge, og ifølge traditionen havde de langobardiske hertuger givet Gundeperga valget til at vælge den næsten konge. Selv var hun katolik, men til mand (og konge) valgte hun en ariansk men tolerant kristen, der varigt ændrede langobardernes forhold til Paven til det bedre.
Ved Rotharis død (652) blev hans unge søn Rodoald kronet. Men allerede efter fem måneder på tronen var han blevet dræbt af en anden langobarder, angiveligt fordi Rodoald havde bedrevet hor med dennes kone. Rodoald blev den sidste Harodi til at bære jernkronen. Efter Rodoald valgte langobarderne Aripert fra det Bayerske dynasti.
Harodikonger:
- Rothari, 636 – 652
- Rodoald, 652 – 653